# Jacopo Bedi

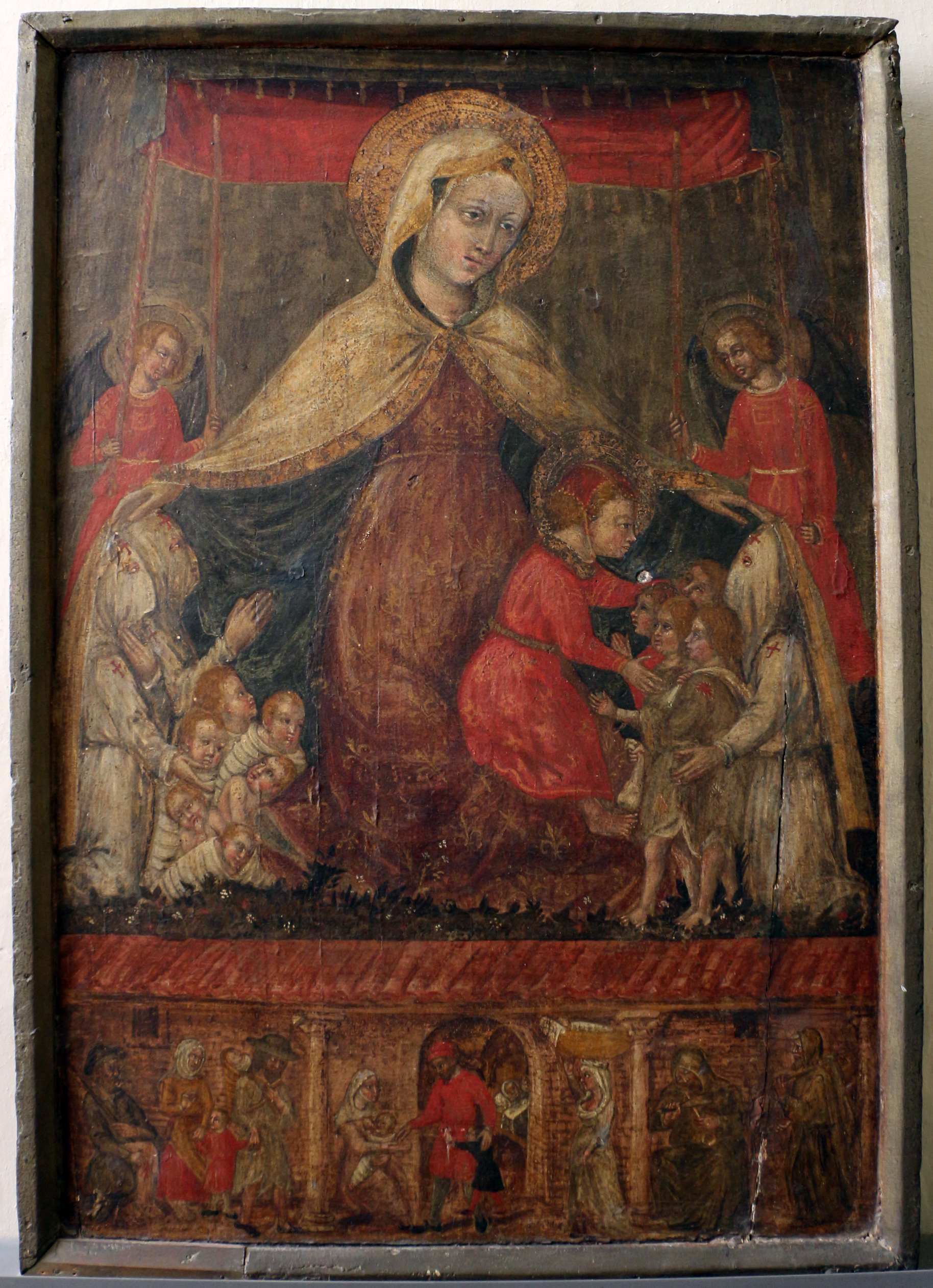
Madonna della misericordia, um 1450

Jacopo Bedi, auch Iacopo di Bedo, Jacopo di Bedo di Benedetto da Gubbio oder Giacomo di Bedo di Benedetto (fl. 1432–1458), war ein italienischer Maler des Quattrocento.

## Leben
Er wurde in Gubbio als Sohn von Bedo di Benedetto da Gubbio, geboren. Das genaue Geburtsjahr ist nicht bekannt. Im Jahr 1452 wurde Bedi zum Konsul seiner Stadt gewählt, ein Amt, das er gemäß dem Statut der Stadt nicht vor Vollendung des 30. Lebensjahres innehaben konnte.
Er war wahrscheinlich Schüler von Ottaviano Nelli und hauptsächlich in seiner Heimatstadt tätig. Erst ab 1455 wird er mit den Titeln „Pictor“ und „Magister“ urkundlich erwähnt.
Von ihm gibt es ein signiertes Werk, die Fresken aus dem Jahr 1458 mit Darstellungen aus dem Leben des Heiligen Sebastian für die Panfili-Kapelle auf dem Friedhof von San Secondo in Gubbio.
Sein Todesdatum ist vermutlich auf die Zeit um 1478 zu datieren, da ab diesem Zeitpunkt keine weiteren Dokumente über ihn bekannt sind.